# القرن الإفريقي
القرن الإفريقي  (بالأمهرية: የአፍሪካ ቀንድ)‏ هي  شبه جزيرة كبيرة ومنطقة جيوسياسية في شرق إفريقيا تقع في الجزء الشرقي من البر الإفريقي الرئيسي، وتعتبر رابع أكبر شبه جزيرة في العالم، وتتكون من إثيوبيا، وإريتريا، والصومال، وجيبوتي، تشمل التعريفات الأوسع أيضًا أجزاءً من كينيا والسودان وجنوب السودان وأوغندا أو كلها. ويمكن أن يشمل مصطلح منطقة القرن الأكبر كلًا من بوروندي ورواندا وتنزانيا. يقع القرن الإفريقي على طول الحدود الجنوبية للبحر الأحمر ويمتد مئات الكيلومترات داخل مضيق غواردافوي وخليج عدن والمحيط الهندي ويشترك في حدود بحرية مع شبه الجزيرة العربية في غرب آسيا.

## التاريخ

### عصور ما قبل التاريخ
عثر على بعض من أقدم حفريات الإنسان العاقل بقايا أومو (منذ حوالي 233000 سنة) وجمجمة هيرتو (منذ حوالي 160 ألفًا) في المنطقة وكلاهما في إثيوبيا. تعود نتائج أقدم مقذوفات صخرية من الصدع الإثيوبي إلى أكثر من 279000 عام "بالاقتران مع الأدلة الأثرية والأحفورية والجينية الموجودة، والتي تجعل من شرق إفريقيا مصدرًا للثقافات والبيولوجيا الحديثة.
وفقًا لفرضية التوزيع الجنوبي [الإنجليزية] ، حدثت الهجرة خارج إفريقيا عن الطريق الجنوبي في القرن الإفريقي عبر باب المندب. يبلغ عرض البحر الأحمر اليوم في مضيق باب المندب حوالي 12 ميلاً (20 كيلومترًا) ، ولكن قبل 50 ألف عام كان أضيق بكثير وكان مستوى سطح البحر أقل بمقدار 70 مترًا. على الرغم من أن المضائق لم تغلق تمامًا أبدًا فقد تكون هناك جزر يمكن الوصول إليها باستخدام أطواف بسيطة.  في إريتريا عُثِر على مخبأ يضم عظام الحيوانات والفضلات البشرية والمواد النباتية وغيرها يبلغ متوسط عمره 125000 عام، مما يشير إلى أن النظام الغذائي للبشر الأوائل يشمل المأكولات البحرية التي كانوا يحصلون عليها من الشواطئ.

أسست الزراعة الإثيوبية والإريترية أول استخدام معروف لبذور الأثب الطيفي بين 4000-1000 قبل الميلاد. ونشأت القهوة أيضًا في إثيوبيا وانتشرت منذ ذلك الحين لتصبح مشروبًا عالميًا.

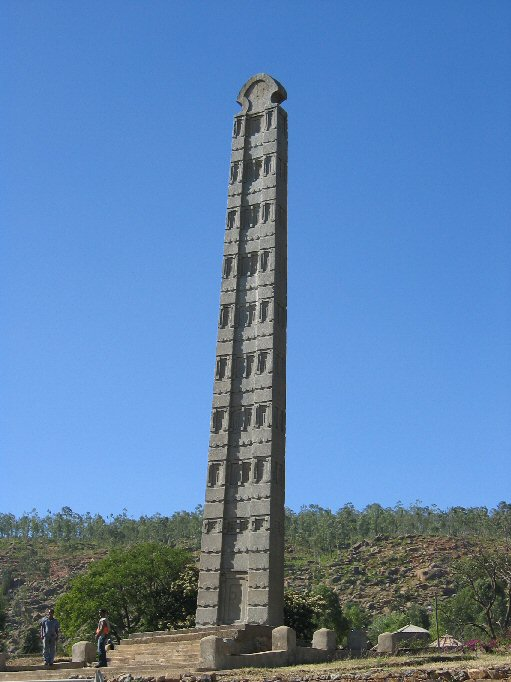
لوحة الملك عزانا في أكسوم، رمز حضارة أكسوم.

### التاريخ القديم
كانت دعمت مملكة تقع في إريتريا وشمال إثيوبيا، والتي كانت موجودة خلال القرنين الثامن والسابع قبل الميلاد. مع عاصمتها يحا على الأرجح طورت المملكة أنظمة الري، واستخدمت المحاريث، وزرعت الدخن، وصنعت الأدوات والأسلحة الحديدية. وبعد سقوط دعمت في القرن الخامس قبل الميلاد، أصبحت الهضبة تحت سيطرة ممالك أصغر، حتى ظهور إحدى مملكة أكسوم.

#### مملكة أكسوم
ومملكة أكسوم كانت دولة قديمة تقع في إريتريا والمرتفعات الإثيوبية، التي ازدهرت في القرن الأول قبل الميلاد. وأقامت الدولة هيمنتها على مملكة كوش المتدهورة ودخلت بانتظام سياسات الممالك في شبه الجزيرة العربية، وفي النهاية وسعت حكمها على المنطقة بفتح مملكة حمير. ثم أصبحت مملكة أكسوم أول إمبراطورية كبرى تبني المسيحية.
وكان شمال الصومال حلقة وصل مهمة في القرن الإفريقي، حيث ربطت التجارة في المنطقة ببقية العالم القديم. وكانت البحارة والتجار الصوماليين الموردين الرئيسيين للبخور، نبات المر والتوابل، وكلها كانت مواد قيمة لدى قدماء المصريين، الفينيقيين، البابليين والرومان.
وكان لظهور الإسلام في شبه الجزيرة العربية يعني أن التجار والبحارة المحليين الذين يعيشون في شبه الجزيرة العربية أصبحوا تدريجياً تحت تأثير الدين الجديد. ومع هجرة العائلات المسلمة من العالم الإسلامي إلى القرن الإفريقي في القرون الأولى للإسلام، والتحويل السلمي للسكان المحليين، تحولت المدن القديمة مثل مقديشو، بربرة، زيلع، ومركا، إلي الإسلام. وأصبحت مدينة مقديشو تُعرف باسم «مدينة الإسلام» وسيطرت على تجارة الذهب في شرق إفريقيا لعدة قرون.

### العصور الوسطى
خلال العصور الوسطى، سيطرت عدة إمبراطوريات قوية في التجارة الإقليمية في القرن الإفريقي، بما في ذلك سلطنة عدل، وسلطنة غلدي، وسلطنة ورسنجلي، وسلالة زاغو، وسلطنة أجواران.

#### سلطنة شوا
كانت سلطنة شوا، التي أسست عام 896، من أقدم الدول الإسلامية المحلية. وكانت تتمركز في وسط إثيوبيا.

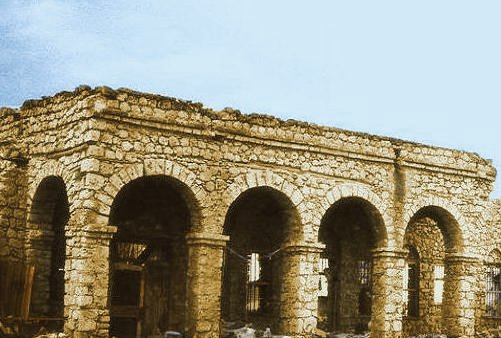
أطلال سلطنة عدل، في زيلع

#### سلطنة عدل
كانت سلطنة عدل دولة إسلامية من القرون الوسطى تتمركز في منطقة القرن. وفي أوجها، سيطرت على أجزاء كبيرة من الصومال وإثيوبيا وجيبوتي وإريتريا. وكانت تضم العديد من المدن التاريخية في المنطقة مثل: عمود، أباسا، بربرة، زيلع وهرر، وخلال العصر الذهبي للمملكة. تركت وراءها العديد من المساجد، الأضرحة. وتحت قيادة حكام مثل صبر الدين الثاني، منصور الدين زنكي، جمال الدين الثاني، شمس الدين، وأحمد بن إبراهيم الغازي، واصلت الجيوش النضال ضد السلالة السليمانية. و التي تفككت إلى عدة سلطنات تسمى بسلطنات الطراز الاسلامي و كانت تحت حكم العفر و هي 
سلطنة تاجوراء 
سلطنة ابخ 
سلطنة ايسعيتا
سلطنة قوبعد
سلطنة برو

#### سلطنة ورسلنجي
كانت سلطنة وارسنجلي مملكة متمركزة في شمال شرق الصومال. تأسست السلطنة في أواخر القرن الثالث عشر في شمال الصومال من قبل مجموعة من الصوماليين من فرع وارسنجلي من عشيرة دارود.

#### سلطنة أجوران
من خلال إدارة مركزية قوية وموقف عسكري قوي، قاومت سلطنة أجوران بنجاح غزو الأورومو من الغرب والتوغل البرتغالي من الشرق خلال حرب جال مادو والحرب الأجورانية البرتغالية. وتركت الدولة وراءها إرثًا معماريًا واسعًا. ويُنسب العديد من مئات القلاع والحصون المدمرة التي تنتشر في الصومال اليوم إلى مهندسي أجوران، وقامت العائلة المالكة، بتوسيع أراضيها وأقامت حكمها المهيمن من خلال مزيج من الحرب والروابط التجارية والتحالفات.

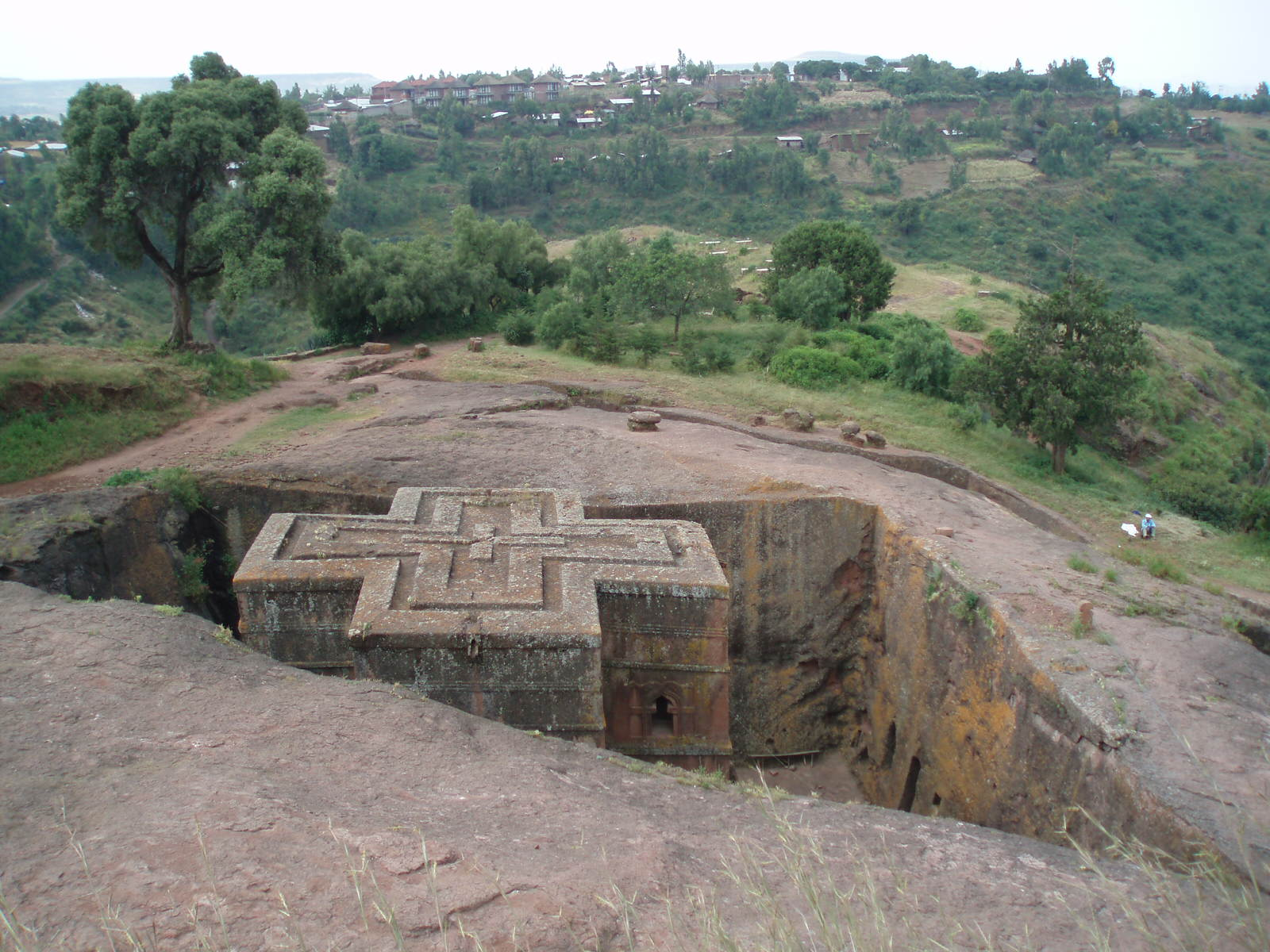
كنائس لاليبيلا

#### سلالة زاغو
حكمت سلالة زاغو أجزاء كثيرة من إثيوبيا وإريتريا الحديثة، حوالي 1137 إلى 1270. ويرجع لها الفضل ببناء الكنائس الصخرية في لاليبيلا.

### الاتصاال الأوروبي
في أوائل القرن الخامس عشر، سعت إثيوبيا إلى إجراء اتصالات دبلوماسية مع الممالك الأوروبية لأول مرة منذ زمن مملكة أكسوم. فبدأت أولى العلاقات المستمرة مع دولة أوروبية في عام 1508 مع البرتغال في عهد الإمبراطور لبنى دينجيل، وثبت أن هذا تطور مهم، لأنه عندما تعرضت الحبشة لهجمات الإمام أحمد بن إبراهيم الغازي، ساعدت البرتغال الإمبراطور الإثيوبي بإرسال أسلحة وأربعمائة رجل، ساعدوا ابنه جيلاوديوس على هزيمة أحمد وإعادة تأسيس حكمه.

### التاريخ الحديث

#### إريتيريا
في الفترة التي أعقبت افتتاح قناة السويس عام 1869، سارعت القوى الأوروبية إلى أراضي القرن الإفريقي، فغزت إيطاليا إريتريا واحتلتها. وفي 1 يناير 1890، أصبحت إريتريا رسميًا مستعمرة لإيطاليا.و في عام 1896، أوقفت القوات الإثيوبية التوغل الإيطالي في القرن.
ومع ذلك، أصبح إريتريا محافظة شرق إفريقيا الإيطالية، جنبا إلى جنب مع إثيوبيا الإيطالية والصومال اللإيطالي. قامت القوات المسلحة للكومنولث، جنبًا إلى جنب مع المقاومة الوطنية الإثيوبية، بطرد القوات الإيطالية في عام 1941، وتولت إدارة المنطقة. واستمر البريطانيون في إدارة المنطقة تحت انتداب الأمم المتحدة حتى عام 1951، عندما اتحدت إريتريا مع إثيوبيا، وفقًا لقرار الأمم المتحدة 390.

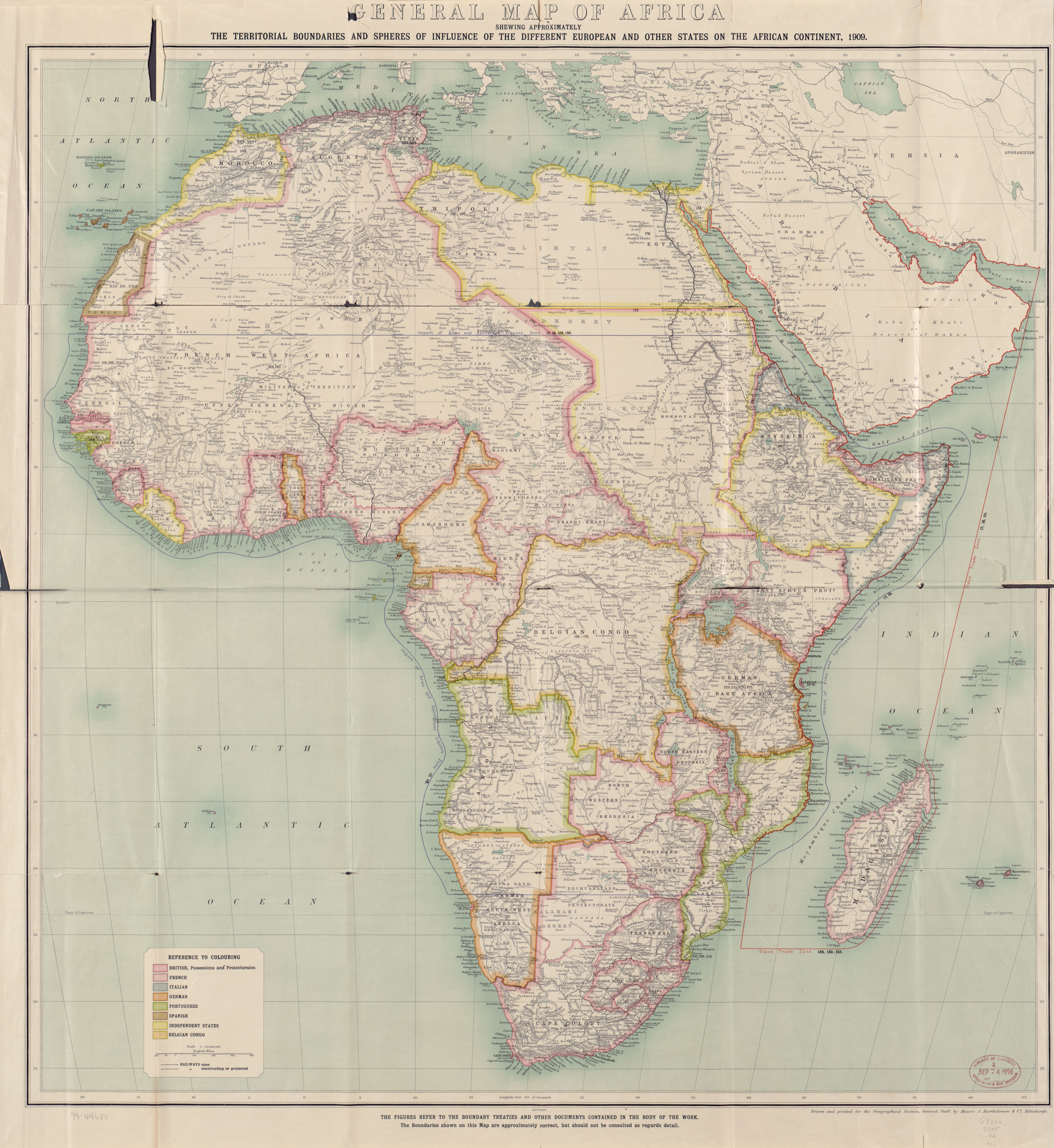
خريطة لإفريقيا في عام 1909.

كانت الأهمية الاستراتيجية لإريتريا، بسبب سواحلها على البحر الأحمر ومواردها المعدنية، السبب الرئيسي للاتحاد مع إثيوبيا، مما أدى بدوره إلى ضم إريتريا باعتبارها المقاطعة الرابعة عشرة لإثيوبيا في عام 1952. وكان هذا تتويجًا لعملية استيلاء تدريجية من قبل السلطات الإثيوبية، وهي عملية تضمنت مرسومًا صدر عام 1959 يقضي بإلزام تعليم الأمهرية، اللغة الرئيسية لإثيوبيا، في جميع المدارس الإريترية. وأدى عدم احترام السكان الإريتريين إلى تشكيل حركة الاستقلال في أوائل الستينيات (1961)، والتي اندلعت في حرب استمرت 30 عامًا ضد الحكومات الإثيوبية المتعاقبة والتي انتهت في عام 1991. بعد استفتاء تحت إشراف الأمم المتحدة في إريتريا حيث صوت الشعب الإريتري بأغلبية ساحقة من أجل الاستقلال، وأعلنت إريتريا استقلالها وحصلت على اعتراف دولي في عام 1993. ثم في عام 1998، أدى نزاع حدودي مع إثيوبيا إلى اندلاع الحرب الإريترية الإثيوبية.

#### جيبوتي
وبين 1883 و1887 وقعت فرنسا معاهدات مختلفة مع حكام جيبوتي المحليين و الذي كانوا العفر، الذي جعل لها موطئ قدم في المنطقة. وفي عام 1894، أنشأ ليونسي لاغارد إدارة فرنسية دائمة في مدينة جيبوتي وسميت المنطقة أرض الصومال الفرنسية، و ذلك انتقاما من سلطان ابخ الذي اعلن الحرب على فرنسا وهو الاسم الذي استمر حتى عام 1967.
وفي عام 1958، عشية استقلال الصومال عام 1960، تم إجراء استفتاء في الإقليم لتقرير ما إذا كان سيتم الانضمام إلى جمهورية الصومال أم لا أو البقاء مع فرنسا. وجاء الاستفتاء لصالح استمرار الارتباط مع فرنسا، ويرجع ذلك إلى التصويت المشترك بنعم من قبل مجموعة عفار العرقية الكبيرة والأوروبيين المقيمين.و كان ذلك خوفا من التمدد لدولة الصومال و الخوف من غزوها لجيبوتي بعد خروج فرنسا كانت هناك أيضًا تقارير عن تزوير الأصوات، حيث طرد الفرنسيون آلاف الصوماليين قبل وصول الاستفتاء إلى صناديق الاقتراع. وغالبية الذين صوتوا بـ «لا» كانوا من الصوماليين الذين كانوا يؤيدون بشدة الانضمام إلى الصومال الموحد، وحصلت جيبوتي أخيرًا على استقلالها عن فرنسا في عام 1977، وانتهى الأمر في النهاية بحسن جوليد أبتيدون كأول رئيساً للبلاد، وهو سياسي صومالي عيساوي قام بحملة للتصويت بنعم في استفتاء عام 1958 مع المناضل احمد ديني و هو سياسي عفري و اجداده مز سلطنة رحيتا

#### الصومال

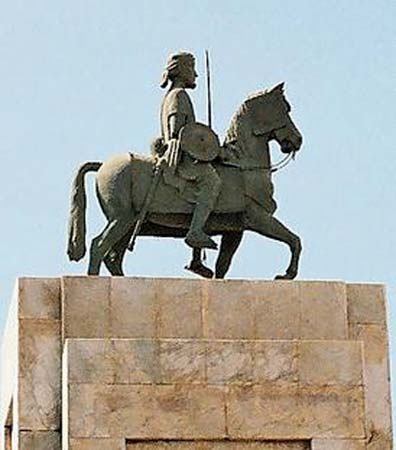
تمثال أحمد بن إبراهيم الغازي، الذي غزا الحبشة في القرن السادس عشر

نجح محمد عبد الله حسن مؤسس دولة الدراويش بصد الإمبراطورية البريطانية أربع مرات وأجبر على التراجع إلى المنطقة الساحلية. وقد كانت دولة الدراويش حليف لدولة العثمانية والإمبراطورية الألمانية، في الحرب العالمية الأولى. وبعد ربع قرن من إبعاد البريطانيين، هُزم الدراويش في عام 1920 كنتيجة لسياسة القصف الجوي البريطانية. فتحولت أراضي دولة الدراويش السابقة إلى محمية بريطانية. واجهت إيطاليا معارضة مماثلة من السلاطين والجيوش الصومالية، ولم تستحوذ على أجزاء من الصومال الحديثة حتى الحقبة الفاشية في أواخر عام 1927. واستمر هذا الاحتلال حتى عام 1941، وحل محله إدارة عسكرية بريطانية. واتحادت المنطقتين في عام 1960 تحت اسم جمهورية الصومال. وتم تشكيل حكومة مدنية، وفي 20 يوليو 1961، من خلال استفتاء شعبي، تم التصديق على دستور جديد تمت صياغته في العام السابق.
ونظرًا لعلاقات الصوال الطويلة مع العالم العربي، تم قبول الصومال في عام 1974 كعضو في جامعة الدول العربية. وفي عام 1991، اندلت الحرب الأهلية الصومالية، الذي سبب انهيار الحكومة الاتحادية وظهور العديد من الأنظمة السياسية المستقلة.

#### إثيوبيا
انطلق الإمبرطور منليك لإخضاع أراضي وشعوب الجنوب والشرق والغرب. وبدأ بتوسيع مملكته إلى الجنوب والشرق، والتوسع في المناطق التي لم تكن محتلة منذ غزو أحمد بن إبراهيم الغازي، وغيرها من المناطق التي لم تكن تحت حكمه، مما أدى إلى حدود إثيوبيا اليوم. ووقع مينليك معاهدة ويتشيل مع إيطاليا في مايو 1889، والتي بموجبها تعترف إيطاليا بسيادة إثيوبيا. وفي المقابل، كان على إيطاليا أن تزود مينليك بالأسلحة. استغل الإيطاليون الوقت بين توقيع المعاهدة وتصديقها من قبل الحكومة الإيطالية لتوسيع مطالبهم الإقليمية. فبدأت إيطاليا برنامجًا ممولًا من الدولة لإعادة توطين الإيطاليين الذين لا يملكون أرضًا في إريتريا، مما زاد التوترات بين الفلاحين الإريتريين والإيطاليين. وتأجج هذا الصراع وإنتها بمعركة عدوة في 1 مارس 1896، والتي هزم فيها الإثيوبيون القوات الاستعمارية الإيطالية.

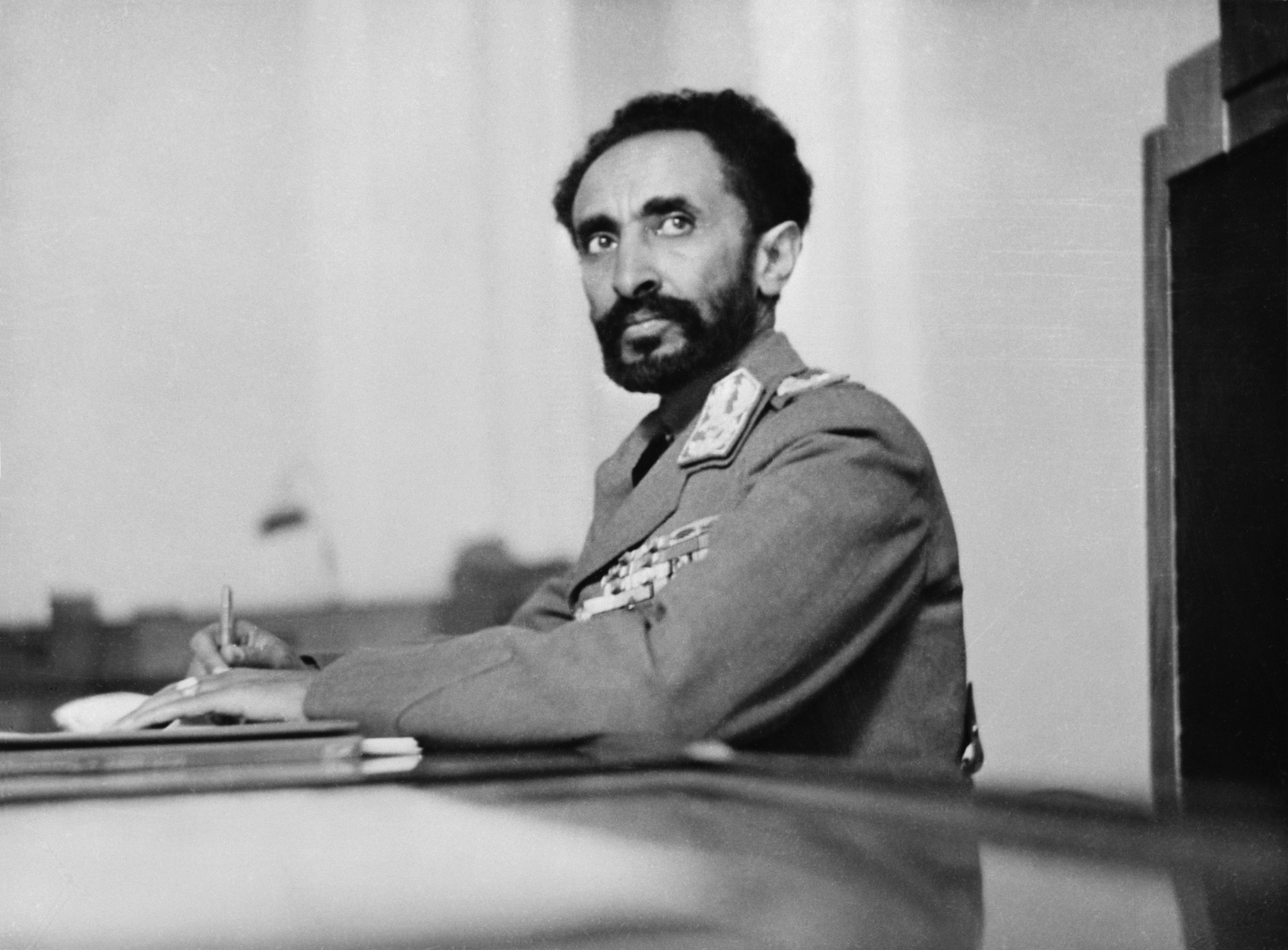
الإمبراطور هيلا سياسي

وتميزت أوائل القرن العشرين في إثيوبيا بفترة حكم الإمبراطورهيلا سيلاسي، الذي وصل إلى السلطة بعد خلع إياسو الخامس. وفي عام 1935، قاتلت قوات هيلا سيلاسي وخسرت الحرب الإيطالية الإثيوبية الثانية ، وبعد ذلك ضمت إيطاليا إثيوبيا إلى شرق إفريقيا الإيطالية. ناشد هيلا سيلاسي لاحقًا عصبة الأمم، حيث ألقى خطابًا جعله شخصية عالمية ورجل العام لمجلة تايم لعام 1935. وبعد دخول إيطاليا الحرب العالمية الثانية، قامت قوات الإمبراطورية البريطانية، جنبًا إلى جنب مع المقاتلين الإثيوبيين الوطنيين، بتحرير إثيوبيا في سياق حملة شرق إفريقيا عام 1941.
وجاء حكم هيلا سيلاسي إلى نهايته في عام 1974، عندما قام القائد منغستو هيلا مريام، بعزله، وإنشاء جمهورية إثيوبيا الشعبية الديمقراطية. وفي يوليو 1977، اندلعت حرب أوجادين بعد أن سعت حكومة الرئيس الصومالي سياد بري إلى دمج منطقة أوجادين التي تقطنها أغلبية صومالية. وبحلول سبتمبر 1977، سيطر الجيش الصومالي على 90٪ من أوغادين، لكنه اضطر لاحقا إلى الانسحاب بعد تلقى إثيوبيا مساعدات من الاتحاد السوفيتي، كوبا، جنوب اليمن، ألمانيا الشرقية وكوريا الشمالية.
وفي عام 1989، اندمجت الجبهة الشعبية لتحرير تيغرايان مع حركات معارضة عرقية أخرى لتشكيل الجبهة الديمقراطية الثورية للشعب الإثيوبي، وتمكنت في النهاية من الإطاحة بنظام مينجيستو الديكتاتوري في عام 1991. وجرت أول انتخابات حرة وديمقراطية في وقت لاحق في عام 1995، عندما تم انتخاب رئيس الوزراء الإثيوبي، ملس زيناوي.

## الجغرافيا

### الجيولوجيا والمناخ
القرن الإفريقي يكاد يكون على مسافة واحدة من خط الاستواء ومدار السرطان. ويتكون بشكل رئيسي من الجبال المرتفعة من خلال تكوين الوادي المتصدع الكبير، وهو شق في قشرة الأرض يمتد من تركيا إلى موزمبيق ويمثل فصل الصفائح التكتونية الإفريقية والعربية. من الناحية الجيولوجية، شكّل القرن واليمن في فترة واحدة منذ حوالي 18 مليون سنة، قبل أن يتصدع خليج عدن ويفصل منطقة القرن الإفريقي عن شبه الجزيرة العربية.

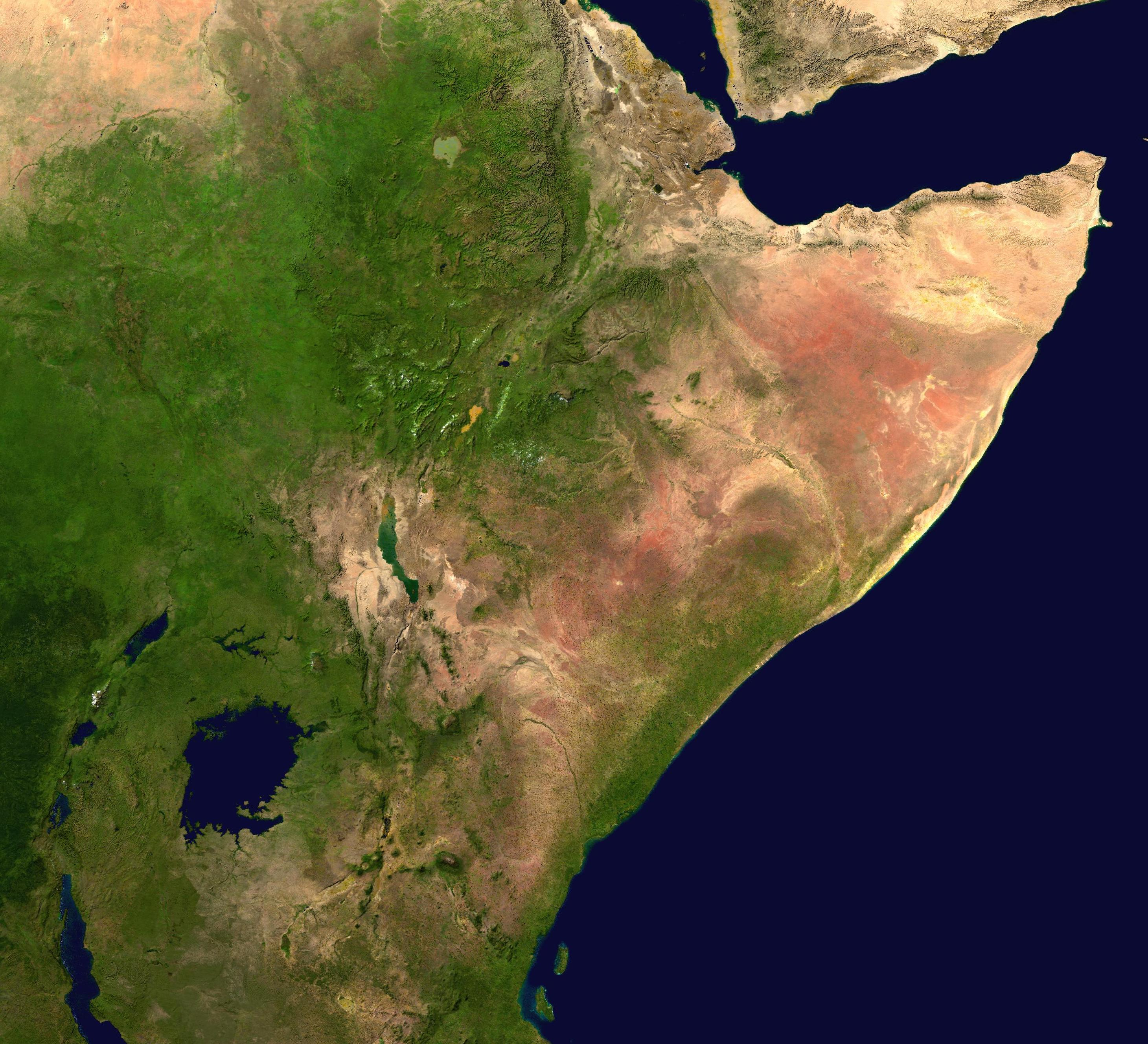
صورة الأقمار الصناعية للقرن الإفريقي، حيث تظهر الأماكن القاحلة وشبه القاحلة بالونين الأصفر والبرتقالي

### المناخ
في جبال إثيوبيا، تتلقى العديد من المناطق أكثر من 2000 ملم (80 بوصة) سنويًا، وتتلقى أسمرة في المتوسط 570 ملم (23 بوصة). ويختلف مناخ إثيوبيا اختلافًا كبيرًا بين المناطق. فيكون الجو حار في الأراضي المنخفضة ومعتدل على الهضبة.
في الصومال، تسود الأحوال الجوية الحارة على مدار العام مصحوبة برياح موسمية دورية وأمطار غير منتظمة. ويتراوح متوسط درجات الحرارة اليومية القصوى من 28 إلى 43 درجة مئوية (82 إلى 109 درجة فهرنهايت)، باستثناء المرتفعات على طول الساحل الشرقي، حيث يمكن الشعور بآثار التيار البحري البارد. ولدى الصومال اثنين فقط من الأنهار الدائمة وهما جوبا وشابيلي، وكلاهما ينبع من المرتفعات الإثيوبية.

### علم البيئة
تم العثور على حوالي 220 من الثدييات في القرن الإفريقي. من بين الأنواع المهددة بالانقراض في المنطقة، وهناك العديد من الظباء مثل البيرا والديباتاغ والدقدق الفضي وغزال سبيكي. وتشمل الأنواع الأخرى: الحمار البري الصومالي، وخنزير الصحراء، و رباح مقدس، وعضل دان، والقندي. وحمار الزد الغريفي. وهناك حيوانات مفترسة مثل الضبع المرقط، الضبع المخطط والنمر الإفريقي. ويوجد حوالي 100 نوع من أسماك المياه العذبة في القرن الإفريقي، حوالي 10 منها مستوطنة.
وتشير التقديرات إلى وجود حوالي 5000 نوع من النباتات الوعائية في القرن، ونصفها تقريبًا مستوطن. ويعتبر التوطن أكثر تطورًا في سقطرى وشمال الصومال.

## دول القرن الإفريقي

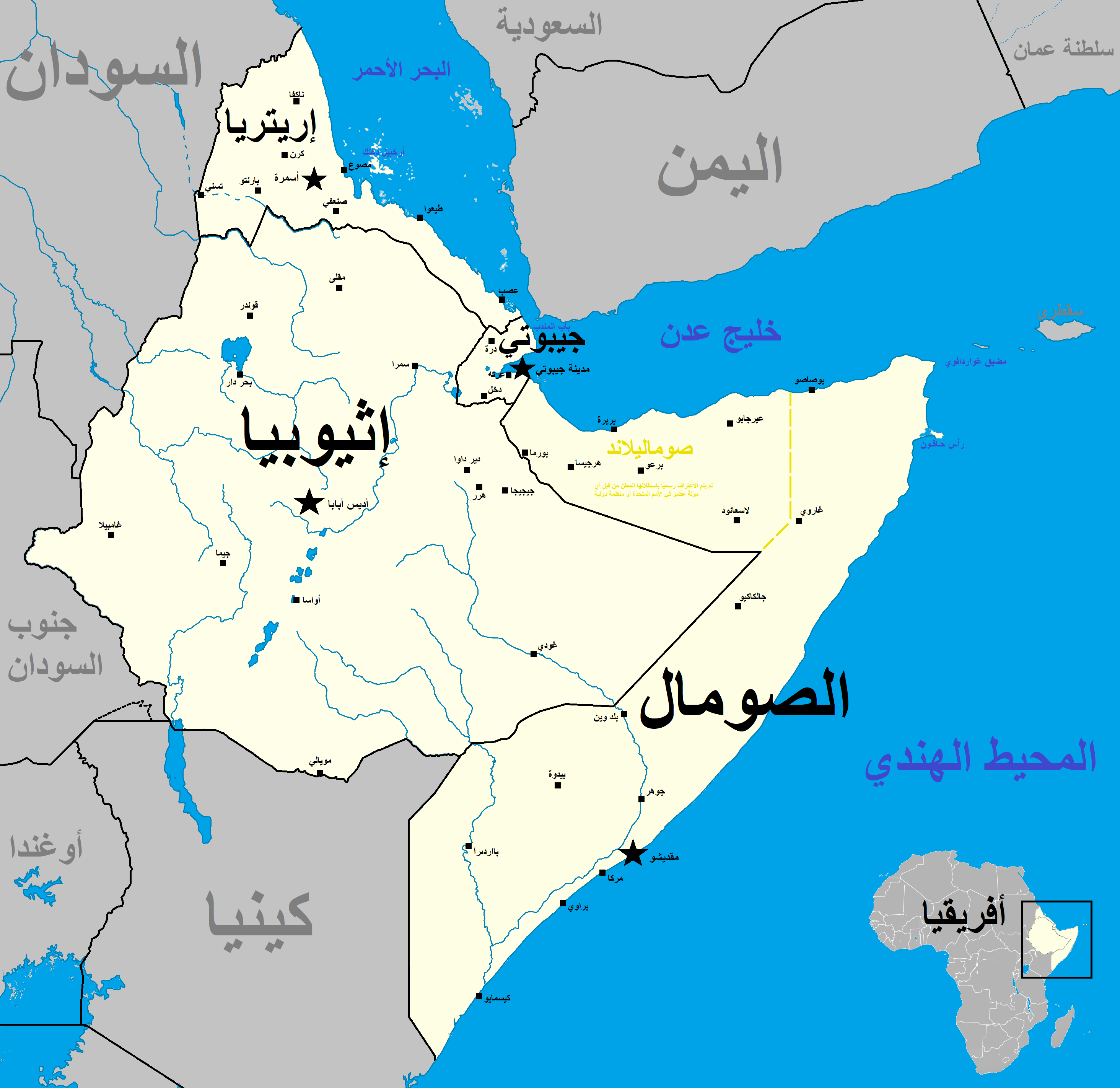
خريطة القرن الإفريقي

| البلد   | المساحة (كم2) | عدد السكان  | اللغات الرسمية                 |
| ------- | ------------- | ----------- | ------------------------------ |
| جيبوتي  | 23,200        | 973,560     | العربية، الفرنسية              |
| الصومال | 637657        | 15,442,905  | الصومالية، العربية             |
| إرتريا  | 117,600       | 3,213,972   | التجرينية، العربية، الإنجليزية |
| إثيوبيا | 1,104,300     | 112,078,730 | الأورومية ،الأمهرية، التجرينية |

## العواصم والمدن الكبرى
| البلد   | العاصمة      | أكبر مدينة من حيث عدد السكان | ثاني أكبر مدينة من حيث عدد السكان |
| ------- | ------------ | ---------------------------- | --------------------------------- |
| جيبوتي  | مدينة جيبوتي | مدينة جيبوتي                 | علي صبيح                          |
| الصومال | مقديشو       | مقديشو                       | هرجيسا                            |
| إرتريا  | أسمرة        | أسمرة                        | كرن                               |
| إثيوبيا | أديس أبابا   | أديس أبابا                   | دير داوا                          |

## الاقتصاد

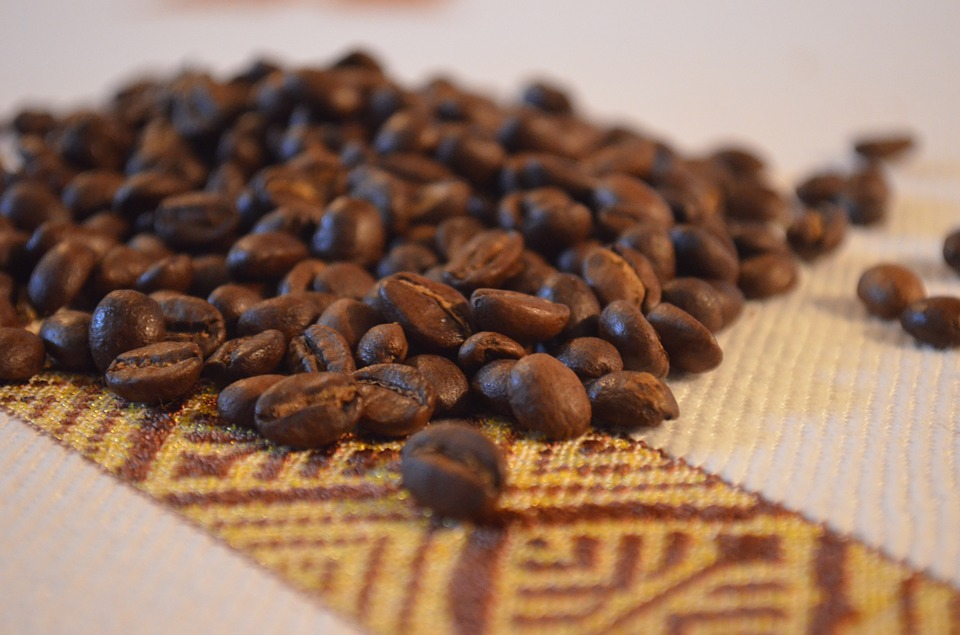
حبوب البن الإثيوبية

وفقًا لصندوق النقد الدولي، بلغ إجمالي الناتج المحلي لمنطقة القرن الإفريقي 106.224 مليار دولار في عام 2010، وكان نصيب الفرد من الناتج المحلي الإجمالي في عام 2010 كان 1061 دولارًا.
تعتمد دول المنطقة إلى حد كبير على عدد قليل من الصادرات الرئيسية مثل:
- اقتصاد إثيوبيا: يشكل البن 80٪ من إجمالي الصادرات.
- اقتصاد الصومال: يشكل الموز والماشية أكثر من 50٪ من إجمالي الصادرات.